# Ein Fall für Batman
Ein Fall für Batman (Originaltitel: The New Adventures of Batman) ist eine US-amerikanische Zeichentrickserie aus den 1970er Jahren, die auf der Comic-Figur Batman von Bob Kane basiert. Sie orientiert sich an der Batman-Realserie der 1960er, ähnlich wie Die Enterprise zu Raumschiff Enterprise.
Zuvor hatte das Produktionsunternehmen Filmation bereits 1968 eine andere Zeichentrickserie um den maskierten Helden hervorgebracht. Sie wurde zunächst im Rahmen der Sendung The Batman/Superman Hour ausgestrahlt, wobei jedem Helden je eine halbe Stunde gewidmet wurde. Pro Folge wurden jeweils die neu produzierten Abenteuer Batmans mit zuvor schon einmal ausgestrahlten Folgen der Serien Ein Job für Superman bzw. The Adventures of Superboy kombiniert ausgestrahlt. Die Batman-Halbestunde bestand aus je zwei Abenteuern. Eines umfasste einen von Werbung unterbrochener Zweiteiler zu zweimal 6,5 Minuten und das zweite Abenteuer war innerhalb von 6,5 Minuten komplett abgeschlossen. So wurden innerhalb der 17 Folgen der  Batman/Superman Hour 34 neue Batman-Abenteuer ausgestrahlt. Im Rahmen von The Batman/Superman Hour lief der Batman-Block unter dem Titel Batman with Robin the Boy Wonder. Bei der Wiederholung wurde die Serie dann in The Adventures of Batman umbenannt, sodass The New Adventures of Batman als Fortsetzung gesehen werden kann. Zeichnerisch und stilistisch ähneln sich die Serien stark.
Ein Fall für Batman wurde in Deutschland erstmals 1991 auf ProSieben und später bei kabel eins im Rahmen der Kindersendung Bim Bam Bino ausgestrahlt.

## (Rahmen-)Handlung
Die Serie dreht sich um Batman und Robin, die gemeinsam Verbrechen in der fiktiven Stadt Gotham City bekämpfen und es dabei mit einer Reihe von Superkriminellen zu tun bekommen. Im Gegensatz zu allen anderen Adaptionen, haben Batman und Robin in dieser Serie einen Mitstreiter namens Bat-Mite zur Seite, eine kleine Fledermaus. Von Zeit zu Zeit ist auch Batgirl am Geschehen beteiligt.

## Hintergrund
Im englischen Original nahmen Adam West und Burt Ward ihre Rollen als Batman/Bruce Wayne bzw. Robin/Dick Grayson, die sie zuvor in der Realserie Batman verkörpert hatten, wieder auf. Darüber hinaus entsprechen Kostüme, Fahrzeuge (Batmobil, Batbot etc.) sowie die Bathöhle optisch denen aus der Vorgängerrealserie.
Parallel zu dieser Serie von Filmation wurde in den USA von Hanna-Barbera nach drei Jahren Pause mit der Super-Friends-Staffel The All-New Super Friends Hour (1977/78) eine weitere Zeichentrickserie produziert, in der Batman und Robin auftraten. Hanna-Barbera konnte sich dabei die Rechte an den Batman-Gegnern Riddler und Scarecrow sichern, weshalb diese in Ein Fall für Batman nicht in Erscheinung treten konnten – in Folge 10 (Eiskalte Verbrecher) wird lediglich über den Riddler gesprochen, als erwähnt wird, dass er verhaftet wurde. Umgekehrt musste Hanna-Barbera auf Auftritte des Jokers verzichten. Nach der Einstellung der kurzlebigen Serie Ein Fall für Batman übernahm Adam West im englischen Original in den letzten beiden Super-Friends-Staffeln Super Friends: The Legendary Super Powers Show (1984/85) und The Super Powers Team: Galactic Guardian (1985/86) die Synchronisation von Batman.

## Synchronisation
| Rolle                                           | englischer Sprecher | deutscher Sprecher |
| ----------------------------------------------- | ------------------- | ------------------ |
| Bruce Wayne / Batman                            | Adam West           | Peter Kirchberger  |
| Dick Grayson / Robin                            | Burt Ward           | Boris Tessmann     |
| Babara Gordon / Batgirl, Selina Kyle / Catwoman | Melendy Britt       |                    |
| Bat-Mite, Batcomputer, Matt Hagen / Clayface    | Lou Scheimer        |                    |

## Episoden
| Nr.       | Deutscher Titel                   | Originaltitel                           | dt. Erstausstrahlung | US-Erstausstrahlung |
| --------- | --------------------------------- | --------------------------------------- | -------------------- | ------------------- |
| 1 (1-01)  | Der Tag der Hyäne                 | The Pest                                | 1988                 | 10. Februar 1977    |
| 2 (1-02)  | Der Mondmensch                    | The Moonman                             | ?                    | ?                   |
| 3 (1-03)  | Die Müllmaschine                  | Trouble Identity                        | ?                    | ?                   |
| 4 (1-04)  | Der Schokosirup-Plan              | A Sweet Joke On Gotham City             | ?                    | ?                   |
| 5 (1-05)  | Gefahr im Bermuda-Rechteck        | The Bermuda Rectangle                   | ?                    | ?                   |
| 6 (1-06)  | Gefährlich geschrumpft            | Bite-Sized                              | ?                    | ?                   |
| 7 (1-07)  | Pinguins Verbrecherschule         | Reading, Writing & Wronging             | ?                    | ?                   |
| 8 (1-08)  | Das Chamäleon                     | The Chameleon                           | ?                    | ?                   |
| 9 (1-09)  | Wer zuletzt lacht                 | He Who Laughs Last                      | ?                    | ?                   |
| 10 (1-10) | Eiskalte Verbrecher               | The Deep Freeze                         | ?                    | ?                   |
| 11 (1-11) | Der Doppelgänger                  | Dead Ringers                            | ?                    | ?                   |
| 12 (1-12) | Die Öldiebe                       | Curses! Oiled Again!                    | ?                    | ?                   |
| 13 (1-13) | Der Ganovenkongress               | Birds Of A Feather Fool Around Together | ?                    | ?                   |
| 14 (1-14) | Zabor, der Außerirdische – Teil 1 | Have An Evil Day (1)                    | ?                    | ?                   |
| 15 (1-15) | Zabor, der Außerirdische – Teil 2 | Have An Evil Day (2)                    | ?                    | ?                   |
| 16 (1-16) | Ein Fall für Batmaus              | This Looks Like A Job For Bat-Mite!     | ?                    | 26. Mai 1977        |

## DVD-Veröffentlichung
Am 26. Juni 2007 wurden in den Vereinigten Staaten alle 16 Folgen auf DVD veröffentlicht.